# Чарне (озеро, Дравская равнина)
Чарне (пол. Jezioro Czarne, нем. Schwarzer See) — озеро, расположенное в пределах национального парка Дравенский Любуша, Польша.

## Описание
Водный объект образовался около 1000 лет назад при таянии мёртвого льда. Озеро обладает достаточно крутыми покрытыми лесом берегами. Озеро считается одним из трёх меромиктических водоёмов Польши. Прозрачной является вода до 7 метров глубины. На глубине более 13 метров не вырабатывается кислород, так как здесь живут только анаэробные бактерии Desulfovibrio desulfuricans, которые выделяют сероводород, и редкие серные бактерии Chromatium okenii, окисляющие сероводород, вследствие чего выделяется сера. Воды от поверхности до 13 метров глубины являются мезотрофными. Весной и осенью поверхностные воды насыщаются кислородом. 27 % водной поверхности покрыто макрофитами. В различных биотопах озера встречаются редкие и внесённые в красную Книгу растения: наяда морская, занникеллия болотная, меч-трава обыкновенная, харофиты (такие, как Nitella flexilis). Из южной части озера через понор вытекает небольшой водоток. В озере водятся такие виды рыб, как лещ, речной окунь, обыкновенная плотва, щука, краснопёрка, обыкновенный сиг.